# Певајмо (франшиза)
Певајмо (енгл. Sing) је америчка серија анимираних филмова коју је креирао Гарт Џенингс и продуковао Illumination-а, у којој глуме Метју Маконахи, Рис Видерспун, Скарлет Џохансон, Ник Крол, Тарон Еџертон и Тори Кели између осталих. Први филм, Певајмо, објављен је 21. децембра 2016. и добио је позитивне критике критичара. Други филм, Певајмо 2, објављен је 22. децембра 2021. Серија је зарадила милијарду долара широм света.
Радња франшизе се одвија у свету који насељавају антроморфне животиње које говоре. Прати коалу, која уз помоћ других животиња изводи живе позоришне представе које у великој мери обухватају певање.

## Филмови

### Певајмо(2016)
Илуминејшон је одушевио публику широм света вољеним хитовима као што су „Грозан ја“, „Лоракс“, „Грозан ја 2“, и „Малци“, други по реду анимирани филм с највећом зарадом у историји. После великог успеха комедије „Тајни живот кућних љубимаца“, Илуминејшон представља филм „Певајмо“ који је пласиран за празнике.
Смештен у свет попут нашег али који насељавају само животиње, „Певајмо“ представља Бастера Муна, угледну коалу која је директор некада великог позоришта које је временом пропало. Бастер је вечити оптимиста, који можда мало живи у заблуди, али воли своје позориште изнад свега и учиниће све да га задржи. Суочен с пропадањем своје животне амбиције, он има последњу шансу да врати овом избледелом драгуљу некадашњу славу тако што ће продуковати највеће светско такмичење у певању.
Појавиће се пет најозбиљнијих кандидата: Мајк, миш који певуши једнако добро као што вара људе; Мина, стидљива слоница тинејџерка, која има ужасну трему од наступа; Розита, преморена мајка која има 25 прасића; Џони, млади горила гангстер који тражи начин да побегне од породичног криминала, и Еш, панк-рок бодљикаво прасе која покушава да се отресе свог арогантног дечка и постане соло певачица. Све животиње ће доћи на Бастерову аудицију верујући да је то њихова шанса да промене свој живот. А док их Бастер све појединачно подучава и доводи све ближе и ближе великом финалу, почеће да схвата да позориште можда није једино што треба да се спаси.

### Певајмо 2(2021)
У време новогодишњих празника, ново поглавље у сјајној анимираној франшизи стиже са великим сновима и спектакуларним хит песмама, док се увек оптимистична коала, Бастер Мун и његова екипа извођача припремају за свој најблиставији сценски перформанс до сада, који се дешава у светској престоници забаве. Постоји само једна потешкоћа: прво морају да наговоре најзабавнију рок звезду на свету — коју глуми глобална музичка икона Боно, по први пут у анимираном филму — да им се придружи.